# Chef de l'exécutif de Macao
Le chef de l'exécutif de Macao exerce les fonctions de chef du gouvernement de la région administrative spéciale de Macao, en république populaire de Chine.

## Historique
La fonction est créée le 31 mars 1993 par l'Assemblée nationale populaire chinoise et apparaît officiellement lors de la rétrocession de Macao par le Portugal à la Chine le 20 décembre 1999. Elle remplace celle de gouverneur de Macao, représentant du gouvernement portugais désigné directement par ce dernier.

## Élection

### Conditions d'éligibilité
Chaque candidat doit être un citoyen chinois de Macao, âgé d'au moins quarante ans et y résidant depuis au moins vingt ans de façon continue.

### Mode d'élection
Le chef de l'exécutif est élu au suffrage indirect, pour un mandat de cinq ans, renouvelable une fois, par une « commission électorale », composée de 300 membres nommés par les organisations représentant les intérêts des divers secteurs de la société de Macao, dûment enregistrés et régulièrement signalés par les membres de l'Assemblée législative de Macao, par les membres de Macao à l'Assemblée nationale populaire et par les représentants de Macao, les membres du Comité national de la Conférence consultative politique du peuple chinois. La plupart de ces organisations ou associations sont pro-chinoises et pro-gouvernementales.
L'élection doit ensuite être acceptée par le gouvernement chinois. 

## Fonctions
Il représente la région administrative spéciale de Macao et est responsable devant le gouvernement populaire central de la république populaire de Chine et de celui de Macao. Il n'a ni le droit de résider à l'étranger ni celui de s'engager dans des activités lucratives privées.
Il est assisté par le Conseil exécutif, composé de 7 à 11 membres et de son cabinet composé de 5 bureaux dont les titulaires sont désignés et nommés par lui, mais, si nécessaire, rejeté par le gouvernement chinois.
Conformément à l'article 50 de la Loi fondamentale de Macao, le chef de l'exécutif possède les responsabilités de :
- Diriger le gouvernement de la RAS de Macao, d'établir des politiques et de publier les décrets;
- Préparer, rendre publics et faire respecter les règlements administratifs;
- Mettre en application la Loi fondamentale et d'autres lois applicables à la Région administrative spéciale, en vertu de la Loi fondamentale;
- Appliquer les directives du gouvernement populaire central en rapport avec les questions prévues dans la présente loi et de traiter au nom du gouvernement de la RAS de Macao les affaires étrangères et d'autres questions, lorsqu'elle y est autorisée;
- Signer les lois et le budget approuvés par l'Assemblée législative de Macao et de faire publier les lois;
- Communiquer au gouvernement central le budget et les comptes de clôture;
- Approuver la présentation de motions en ce qui concerne les recettes et les dépenses de l'Assemblée législative;
- Déterminer si les membres du gouvernement ou d'autres fonctionnaires responsables des services publics devraient témoigner et présenter des preuves devant l'Assemblée législative ou un de ses comités;
- Proposer au gouvernement populaire central, les candidats aux postes de secrétaires, de commissaire contre la corruption, de commissaire de l'audit, de principal responsable de la police et des services des douanes et de procureur, et proposer également au gouvernement chinois la révocation des titulaires de ses fonctions;
- Nommer et révoquer, conformément aux procédures juridiques, les détenteurs de postes de la fonction publique, les présidents et les juges des tribunaux des diverses instances et les délégués du procureur;
- Nommer une partie des membres de l'Assemblée législative et de nommer et destituer les membres du Conseil exécutif;
- Décerner, en vertu de la loi, les médailles et les titres honorifiques établis par la RAS de Macao;
- Réhabiliter en vertu de la loi, les personnes reconnues coupables de délits ou de commuer les peines;
- Répondre aux pétitions et aux plaintes.

## Liste des chefs de l'exécutif de Macao
|   | Nom              | Nom                  | Début du mandat  | Fin du mandat    | Période |
| - | ---------------- | -------------------- | ---------------- | ---------------- | ------- |
| 1 |                  | Edmund Ho Hau-wah    | 20 décembre 1999 | 19 décembre 2004 | 1       |
| 1 | 20 décembre 2004 | Edmund Ho Hau-wah    | 19 décembre 2009 | 2                |         |
| 2 |                  | Fernando Chui Sai-On | 20 décembre 2009 | 19 décembre 2014 | 3       |
| 2 | 20 décembre 2014 | Fernando Chui Sai-On | 19 décembre 2019 | 4                |         |
| 3 |                  | Ho Iat Seng          | 20 décembre 2019 | 19 décembre 2024 | 5       |
| 4 |                  | Sam Hou Fai          | 20 décembre 2024 | en fonction      | 6       |